# Triumph 4 HP-serie
De Triumph 4 HP-serie was een kleine serie 550cc-motorfietsen die het Britse merk Triumph van 1914 tot 1924 produceerde.

## Voorgeschiedenis
Triumph-oprichters Siegfried Bettmann en Mauritz Schulte waren in 1902 begonnen met de productie van gemotoriseerde fietsen (de Triumph No. 1) met inbouwmotoren van Minerva, JAP en Fafnir. Charles Hathaway ontwikkelde voor het seizoen 1905 een 393cc-zijklepmotor voor het Triumph 3 HP Model, dat tot 1906 werd geproduceerd. Deze motor werd vanaf 1907 steeds verbeterd in het 3½ HP Model. Dit laatste model werd vanaf 1913 naar keuze geleverd zonder koppeling en versnellingen (de Type B 3½ HP Roadster), een free engine hub (de Type A 3½ HP Roadster) of een free engine hub gecombineerd met een drieversnellingsnaaf (de Type C 3½ HP Deluxe Roadster).

## Triumph 4 HP
Het Triumph 4 HP Model verscheen in 1914. Het was grotendeels gelijk aan het 3½ HP Model, maar met een grotere (550 cc) motor. De zitpositie, die bij het 3½ HP Model in 1909 al was verlaagd door een lager frame, werd nu nog lager doordat de bovenste framebuis achter de tank naar beneden was afgebogen.

### Motor
De motor was een dwarsgeplaatste luchtgekoelde staande eencilinder met een boring van 85 mm (gelijk aan het 3½ HP Model) en een slag van 97 mm (9 mm groter dan het 3½ HP Model) en een cilinderinhoud van 550,4 cc. Aan de rechterkant van het blok zaten twee nokkenasen, een voor elke klep, en de kettingaandrijving voor de ontstekingsmagneet. De carburateur kwam van Triumph zelf. De smering verliep via een total loss-systeem met de olie in een apart compartiment van de tank, ingespoten door een handpompje.

### Transmissie
In de basisuitvoering had het 4 HP Model een rechtstreekse riemaandrijving van de linkerkant van de krukas naar de achterwielpoelie. Dat betekende dat de machine bij elke stop afsloeg en weer moest worden aangefietst.

### Rijwielgedeelte
De machine had een open brugframe met het motorblok als dragend deel en met twee bovenbuizen waar de flattank tussen zat. Voor zat een rudimentaire girdervork met een horizontale veer die de vork van voor naar achter liet bewegen. Er was geen demping en achter was de machine helemaal niet geveerd. In het voorwiel zat een velgrem zoals bij een gewone fiets, het achterwiel werd beremd door een belt rim brake op de aandrijfpoelie.

### Uitrusting
De machine had een bagagerek met leren gereedschapstasje, een bandenpompje en een achterwielstandaard. Tegen meerprijs konden klanten ook een knijpclaxon en carbidverlichting laten monteren.

## Triumph Type A 4 HP, Type B 4 HP en Type C 4 HP
Net als bij de 1913-3½ HP modellen werd het 4 HP model geleverd in drie uitvoeringen: het Type A 4 HP met een voetbediende free engine hub, waarmee de berijder kon stoppen en wegrijden zonder dat de motor steeds afsloeg. Het Type B 4 HP was de basisversie zonder koppeling of versnellingen en het Type C 4 HP had zowel een free engine hub als een Sturmey-Archer-versnellingsnaaf met drie versnellingen. Die zat in de linkerkant van het achterwiel, maar werd door een hendeltje rechts van de tank bediend.

## Einde productie
Zelfs met de naafversnellingen en de free engine hub liep Triumph achter bij de concurrentie. Tijdens de TT van Man van 1911 was al gereden met verstelbare aandrijfriemen, zoals de Rudge Multigear en de Zenith Gradua Gear, maar AJS, Douglas, Indian en Scott hadden echte versnellingsbakken met twee of drie versnellingen ontwikkeld. Triumph kon niet achterblijven en presenteerde eind 1914 al het Model H met een Sturmey-Archer drieversnellingsbak en een kickstarter.

## Triumph Model H
In december 1914 verscheen het Model H met een meervoudige droge plaatkoppeling en een Sturmey-Archer-drieversnellingsbak. Dit model bleef tijdens de Eerste Wereldoorlog in productie omdat 30.000 exemplaren werden geleverd aan het Britse leger en een aantal geallieerden. Tijdens de oorlog werden middelen als staal en rubber steeds schaarser, maar Triumph kreeg deze materialen vanzelfsprekend wel, tot na de oorlog. Toen kocht men een aantal van deze machines terug van het leger om ze op te knappen en aan civiele klanten te verkopen. De productie eindigde pas in 1924.

## Triumph Type K
Pas in 1916 werd de productie van civiele motorfietsen vanwege de oorlog verboden. In 1914 had Triumph de 500cc-3½pk-modellen uit productie genomen, maar er was nog steeds vraag naar sportieve 500cc-modellen voor races. Men besloot twee modellen uit te brengen die echter waren gebaseerd op de 550cc-4 HP-modellen. De slag bedroeg dan ook 97 mm, maar de boring was teruggebracht naar 81 mm om zo aan een cilinderinhoud van 499,8 cc te komen. Het Type F was de 500cc-basisuitvoering zonder koppeling of versnellingen, het
Type K, nu vrijwel onbekend, kreeg de aandrijflijn van het Model H, met de 550cc-motor, een meervoudige natte plaatkoppeling en een Sturmey-Archer drieversnellingsbak. Ze werden alleen in 1915 geproduceerd en kwamen na de oorlog niet meer terug.

## Triumph Model D TT Roadster
Het Type D TT Roadster verscheen ook in 1915, ook met de Model H-550cc-motor. Dit was ook een sportmotor zonder koppeling of versnellingen. De productie werd in 1916 verboden, maar in 1919, toen het Model H weer in productie ging, gebeurde dat ook met de TT Roadster. Die machine kon in de Britse 500cc-wedstrijden niet worden ingezet, maar werd gebouwd op verzoek van de "overzeese gebieden". In Australië betrof het weg- en terreinwedstrijden en in Nieuw-Zeeland betrouwbaarheidsritten, strandraces en heuvelklimwedstrijden.

## Afbeeldingen

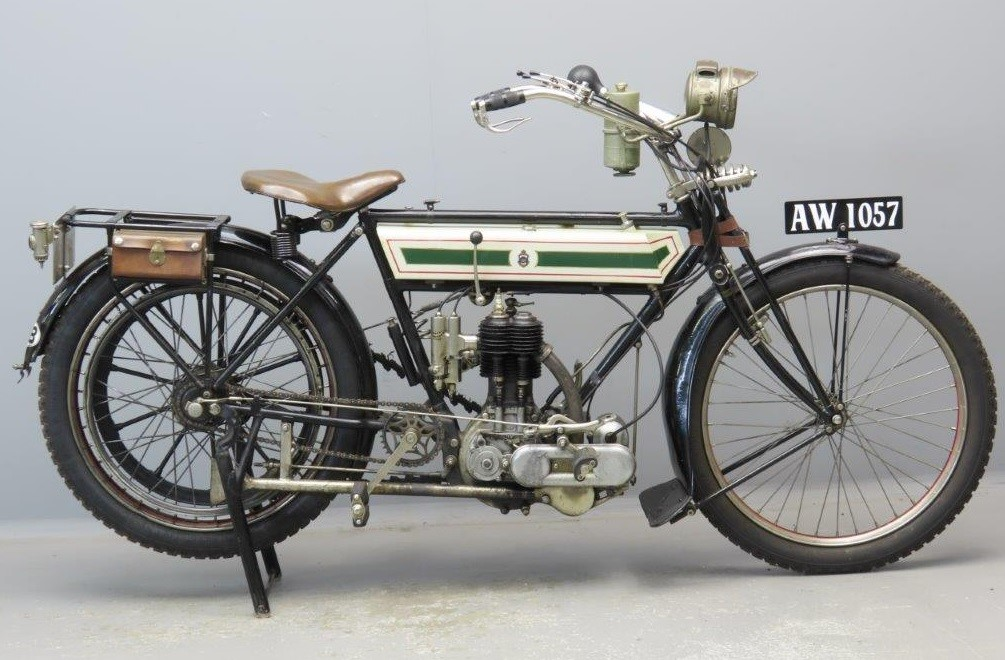
De voorganger Type C 3½ HP Deluxe Roadster had nog een rechte bovenste framebuis.
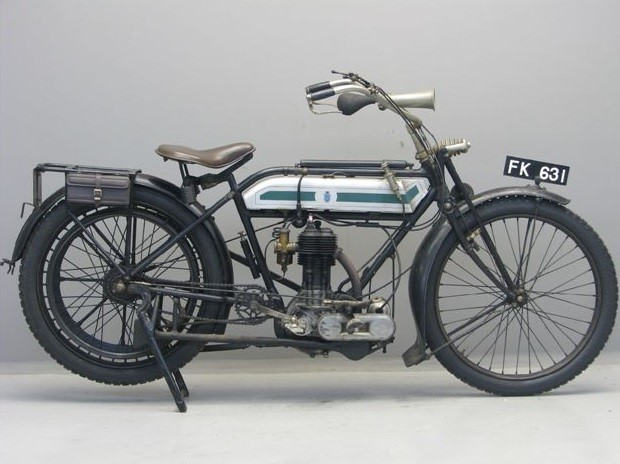
Bij het 4 HP Model boog de bovenste framebuis naar beneden om het zweefzadel nog lager te kunnen plaatsen.
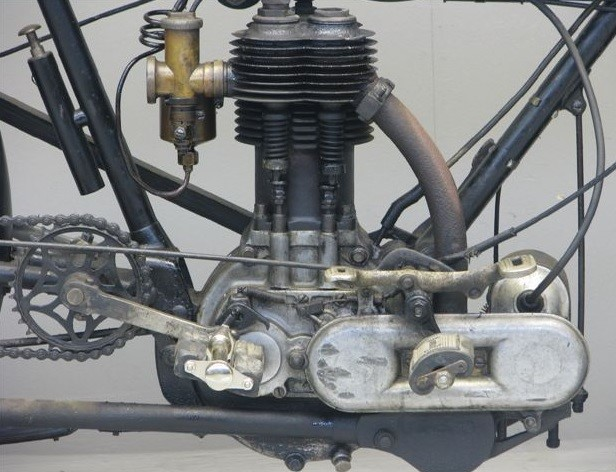
De rechterkant van de motor, met de beide kleppen, de aandrijving voor de ontstekingsmagneet en het bedieningspedaal voor de free engine hub.
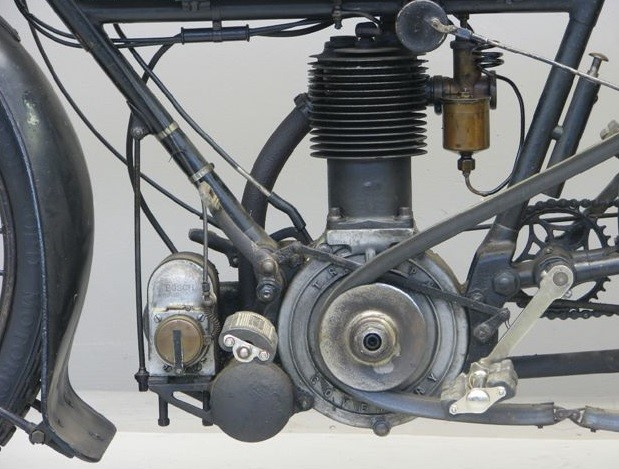
De linkerkant van de motor, met de voorste aandrijfpoelie, de ontstekingsmagneet en daaronder de uitlaatdemper.

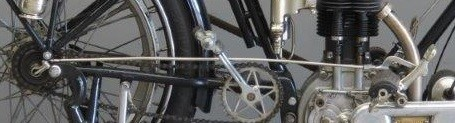
De bediening van de free engine hub met een pedaal rechts naast het blok.
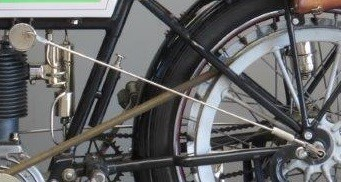
De bediening van de 3 speed hub zat links, maar het schakelhendel rechts naast de tank.
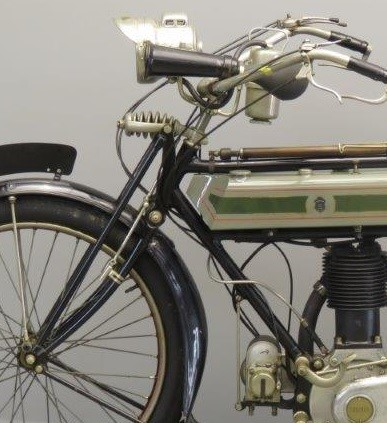
De girder-type-voorvork met horizontale veer.
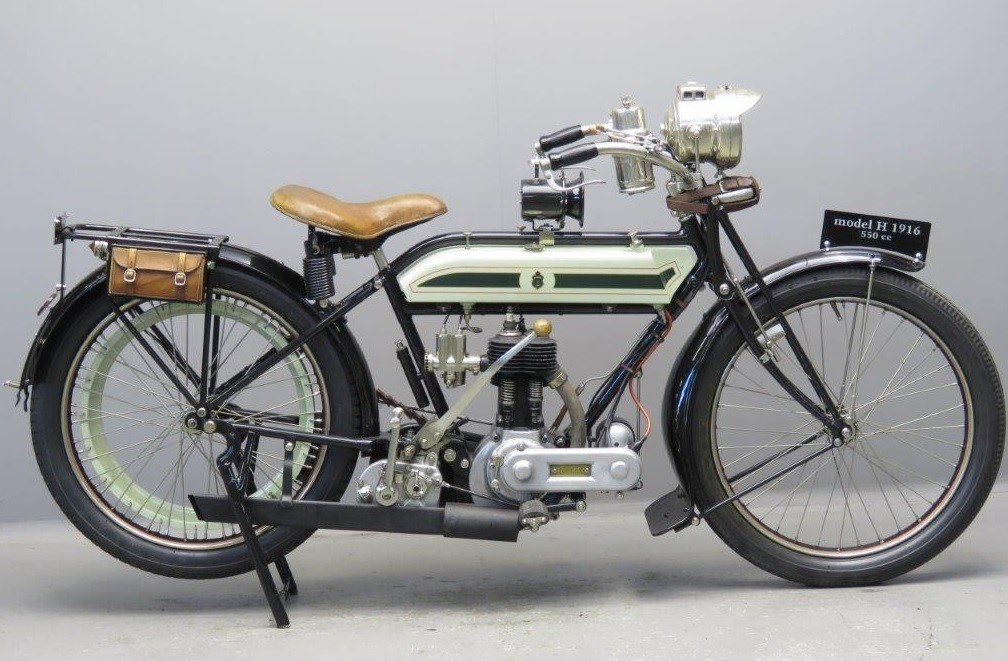
Dit exemplaar van het Triumph Model H is als militaire motorfiets gebruikt. In de Powell & Hanmer-carbidlamp staan de letters "WD" (War Department).
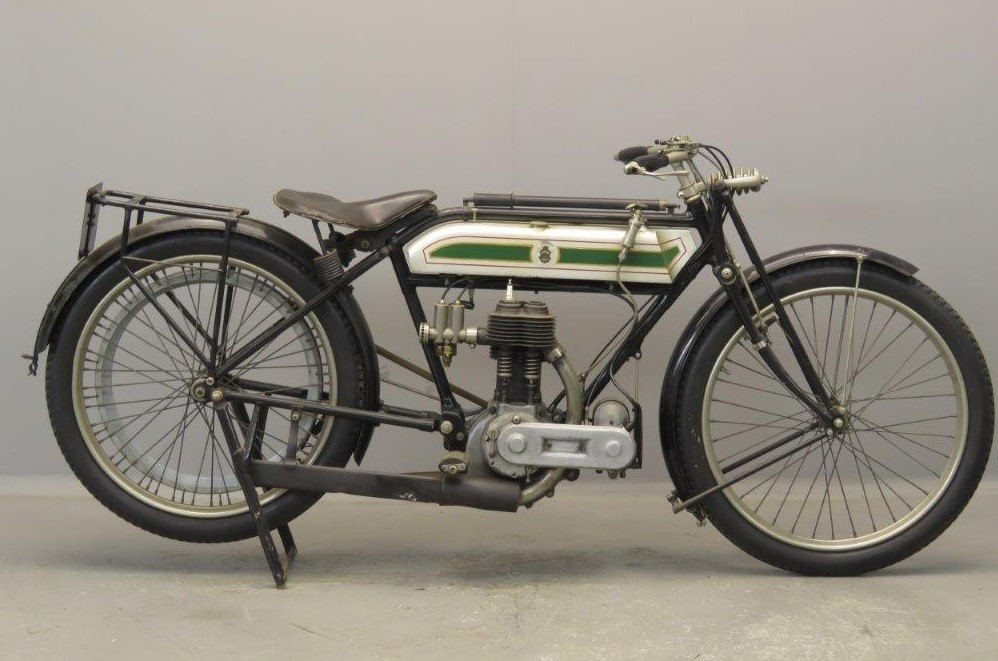
Triumph Model D TT Roadster uit 1919

## Technische gegevens
| Triumph Type           | A 4 HP                               | B 4 HP                               | C 4 HP                               | H                                    | K                                    | D TT Roadster                        |
| ---------------------- | ------------------------------------ | ------------------------------------ | ------------------------------------ | ------------------------------------ | ------------------------------------ | ------------------------------------ |
| Periode                | 1914                                 | 1914                                 | 1914                                 | 1914-1924                            | 1915                                 | 1915-1922                            |
| Categorie              | Toer                                 | Toer                                 | Toer                                 | Toer                                 | Sportmotor                           | Sportmotor                           |
| Motortype              | Zijklepmotor                         | Zijklepmotor                         | Zijklepmotor                         | Zijklepmotor                         | Zijklepmotor                         | Zijklepmotor                         |
| Bouwwijze              | Dwarsgeplaatste staande eencilinder  | Dwarsgeplaatste staande eencilinder  | Dwarsgeplaatste staande eencilinder  | Dwarsgeplaatste staande eencilinder  | Dwarsgeplaatste staande eencilinder  | Dwarsgeplaatste staande eencilinder  |
| Koeling                | Lucht                                | Lucht                                | Lucht                                | Lucht                                | Lucht                                | Lucht                                |
| Boring                 | 85 mm                                | 85 mm                                | 85 mm                                | 85 mm                                | 85 mm                                | 85 mm                                |
| Slag                   | 97 mm                                | 97 mm                                | 97 mm                                | 97 mm                                | 97 mm                                | 97 mm                                |
| Cilinderinhoud         | 550,4 cc                             | 550,4 cc                             | 550,4 cc                             | 550,4 cc                             | 550,4 cc                             | 550,4 cc                             |
| Carburateur(s)         | Triumph                              | Triumph                              | Triumph                              | Triumph                              | Triumph                              | Triumph                              |
| Smeersysteem           | Total loss                           | Total loss                           | Total loss                           | Total loss                           | Total loss                           | Total loss                           |
| Max. Vermogen          | 4 pk                                 | 4 pk                                 | 4 pk                                 | 4 pk                                 | 4 pk                                 | 4 pk                                 |
| Primaire aandrijving   | Geen                                 | Geen                                 | Geen                                 | Ketting                              | Ketting                              | Geen                                 |
| Koppeling              | Free engine hub                      | Geen                                 | Free engine hub                      | Meervoudige natte plaat              | Meervoudige natte plaat              | Geen                                 |
| Versnellingen          | Geen                                 | Geen                                 | 3 (Naaf)                             | 3 (Sturmey-Archer)                   | 3 (Sturmey-Archer)                   | Geen                                 |
| Secundaire aandrijving | Riem                                 | Riem                                 | Riem                                 | Riem                                 | Riem                                 | Riem                                 |
| Rijwielgedeelte        | Open brugframe                       | Open brugframe                       | Open brugframe                       | Open brugframe                       | Open brugframe                       | Open brugframe                       |
| Voorvork               | Girder                               | Girder                               | Girder                               | Girder                               | Girder                               | Girder                               |
| Achtervork             | Star                                 | Star                                 | Star                                 | Star                                 | Star                                 | Star                                 |
| Remmen                 | Velgrem voor, belt rim brake achter. | Velgrem voor, belt rim brake achter. | Velgrem voor, belt rim brake achter. | Velgrem voor, belt rim brake achter. | Velgrem voor, belt rim brake achter. | Velgrem voor, belt rim brake achter. |